# Haplinis brevipes
Haplinis brevipes là một loài nhện trong họ Linyphiidae.
Loài này thuộc chi Haplinis. Haplinis brevipes được A. David Blest miêu tả năm 1979.